# Bílá růže

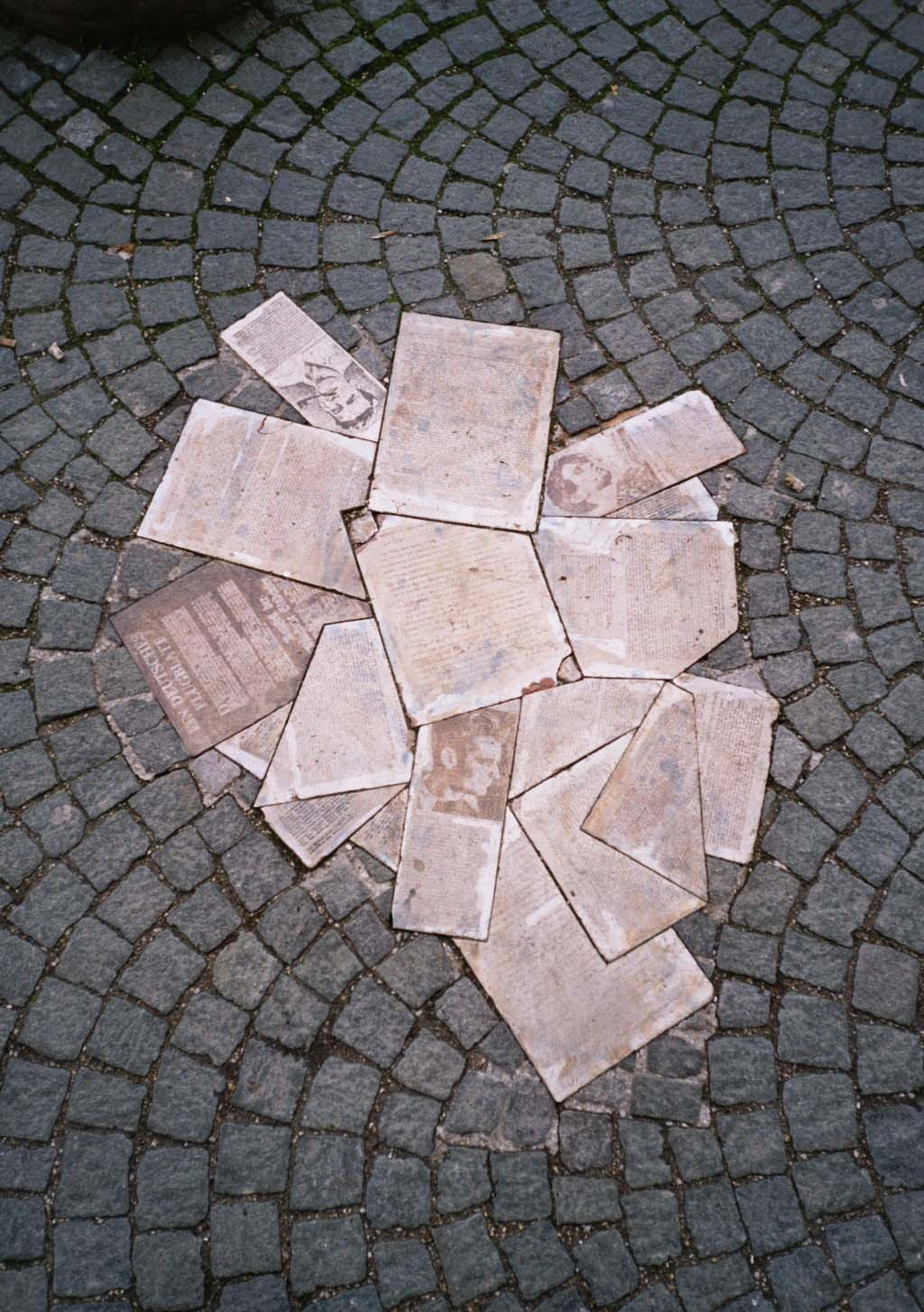
Památník Bílé růže před univerzitou v Mnichově

Bílá růže (německy Weiße Rose) byla nenásilná protinacistická skupina složená převážně z členů akademické obce Mnichovské university, která v letech 1942 a 1943 v Mnichově rozšiřovala letáky a antifašistická hesla. Odpor Bílé růže proti Hitlerovu režimu byl motivován morálně a křesťansky. Dohromady skupina vytvořila šest letáků poukazujících na zločiny nacismu proti Židům a okupovaným národům, které rozšířila v nákladu celkem přes 15 000 kusů. Tím vybízela Němce, aby si uvědomili závažnost těchto zločinů a projevili odpor vůči diktátorské vládě.
Po odhalení činnosti skupiny úřady bylo v roce 1943 popraveno stětím šest jejích hlavních členů: 22. února studenti Sophie Schollová, její bratr Hans Scholl a Christoph Probst, 13. července student Alexander Schmorell a profesor Kurt Huber a 12. října student Willi Graf.

## Členové
Hlavními členy byli studenti Mnichovské univerzity: sourozenci Hans Scholl a Sophie Scholl, Alexander Schmorell, Willi Graf, Christoph Probs a učitel Kurt Huber.
Základní skupině se dostávalo podpory od široké veřejnosti (zejména lidí ve věku kolem dvaceti let) a k „nepřímým“ členům řadíme i jména: Traute Lafrenzová, Liselotte Berndlová, Marie-Luise Jahnová, Falk Harnack, Katharina Schüddekopfová, Jürgen Wittenstein, Hubert Furtwängler, Wilhelm Geyer, Manfred Eickemeyer, Josef Söhngen, Heinrich Guter, Heinrich Bollinger, Helmut Bauer, Harald Dohrn, Hans Conrad Leipelt a Gisela Schertlingová.
Skupina se opírala především o morální hodnoty křesťanství, její členové však byli různého vyznání, luteráni i katolíci, a několik z nich mělo i jiné náboženské přesvědčení.